# Gerard van Honthorst

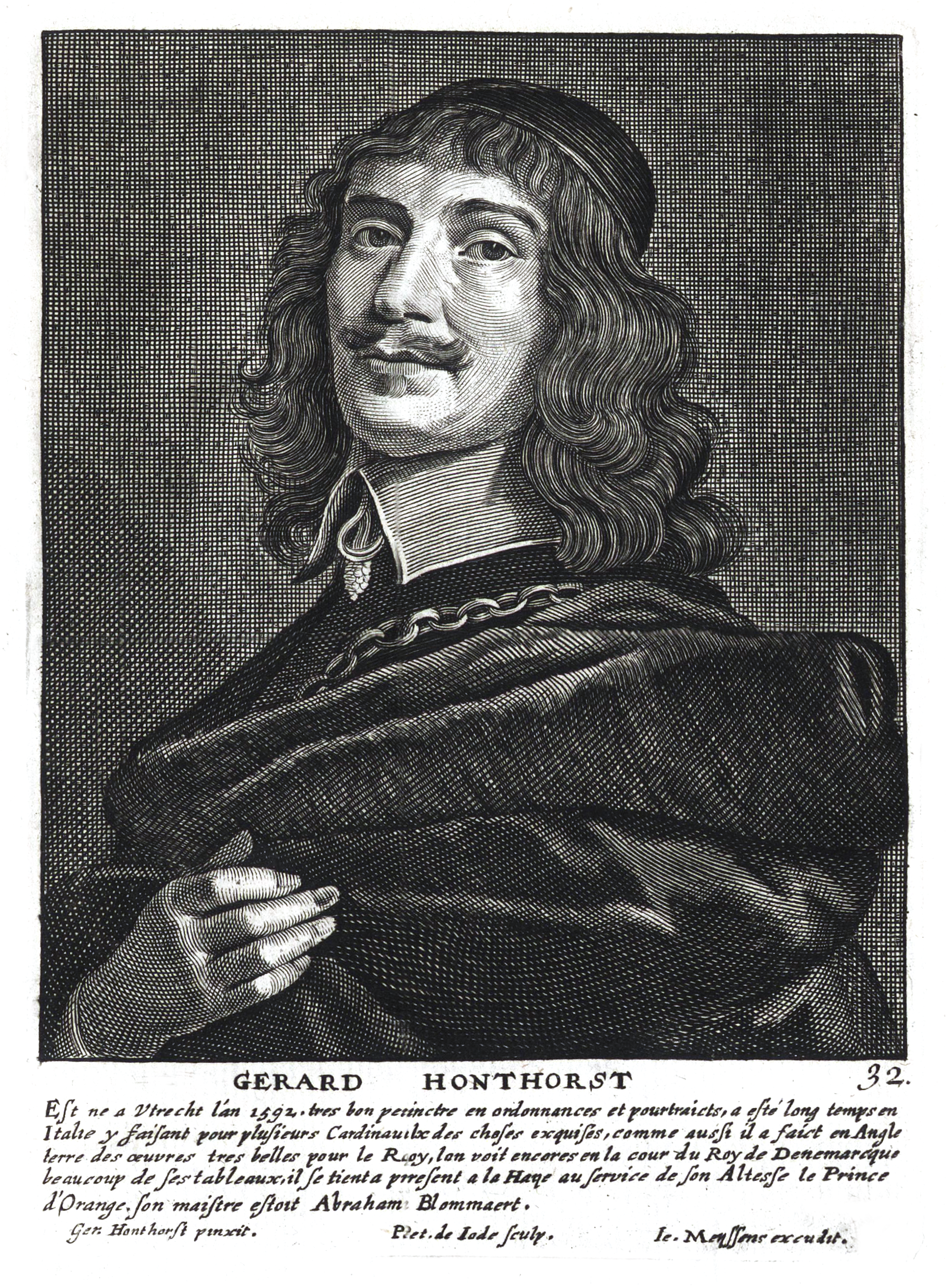
Gerard van Honthorst trong Het Gulden Cabinet trang 165

Gerard van Honthorst (Gerrit van Honthorst) (04 tháng 11 năm 1592 - 27 tháng 4 năm 1656) là một họa sĩ thời kỳ hoàng kim Hà Lan. Đầu trong sự nghiệp của mình, ông đã đến thăm Rome, nơi ông đã có hội họa thành công lớn trong một phong cách chịu ảnh hưởng của Caravaggio. Sau sự trở lại với Hà Lan, ông trở thành một họa sĩ chân dung hàng đầu.
Honthorst sinh ra ở Utrecht, con trai của một họa sĩ trang trí, và được cha mình đào tạo, và sau đó ông học Abraham Bloemaert.

## Sách tham khảo
- Bài viết này bao gồm văn bản từ một ấn phẩm hiện thời trong phạm vi công cộng: Chisholm, Hugh, biên tập (1911). Encyclopædia Britannica (ấn bản thứ 11). Cambridge University Press. {{Chú thích bách khoa toàn thư}}: |title= trống hay bị thiếu (trợ giúp)
- Brown, Christopher (1997). Utrecht Painters of the Dutch Golden Age. London: National Gallery. ISBN 1-85709-214-7.
- Filippo Baldinucci's Artists in biographies by Filippo Baldinucci, 1610–1670, p. 198 Google books